# Setodes uttamavarna
Setodes uttamavarna är en nattsländeart som beskrevs av Schmid 1987. Setodes uttamavarna ingår i släktet Setodes och familjen långhornssländor. Inga underarter finns listade i Catalogue of Life.